# Juan Alfonso Valle
Juan Alfonso Valle (1905. január 1. – ?) perui válogatott labdarúgó.
A perui válogatott tagjaként részt vett az 1930-as világbajnokságon.

## Külső hivatkozások
- Juan Alfonso Valle a FIFA.com honlapján Archiválva 2015. február 4-i dátummal a Wayback Machine-ben